# Deutsches Buchhändlerhaus

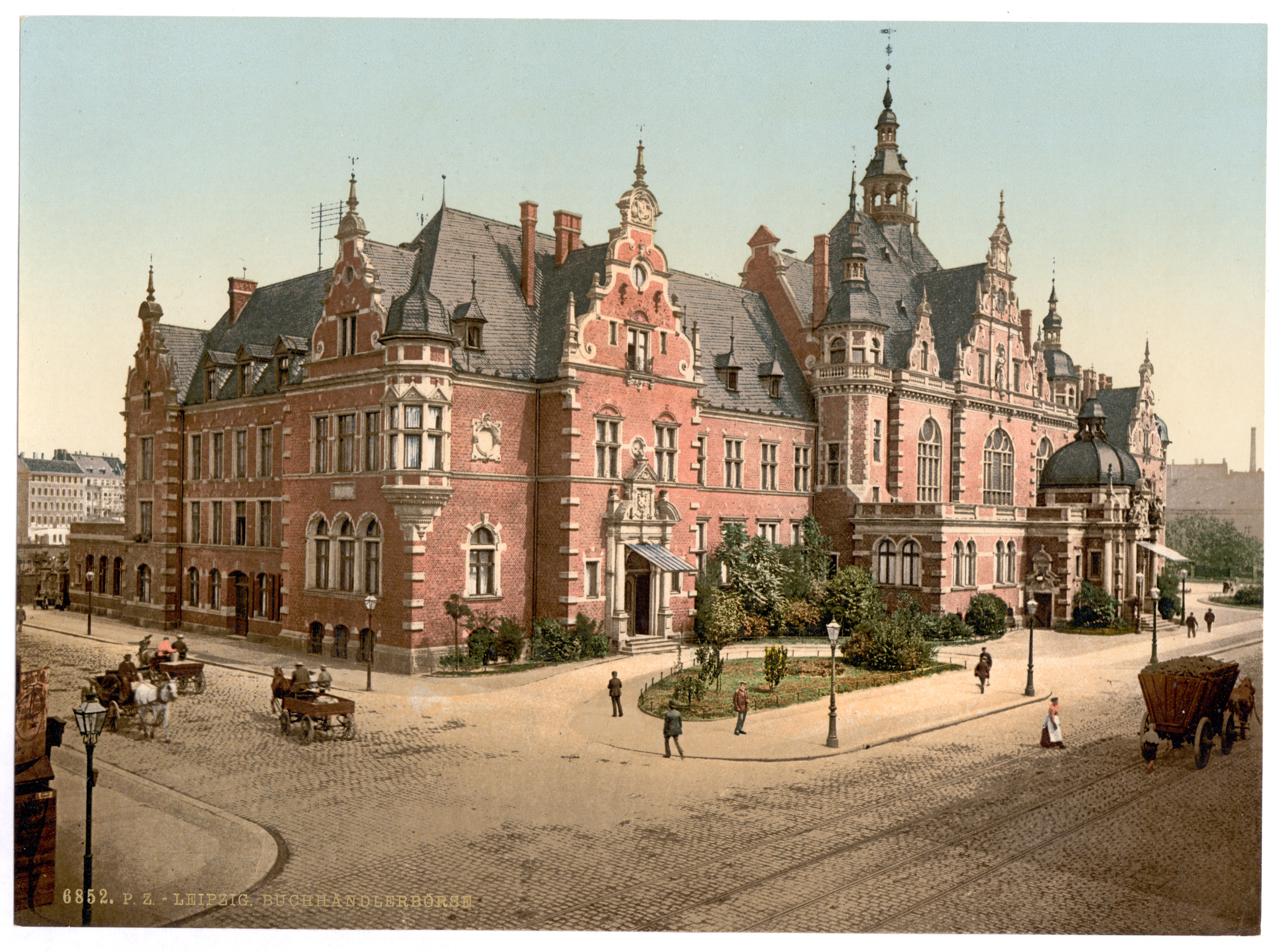
Deutsches Buchhändlerhaus in Leipzig, um 1900

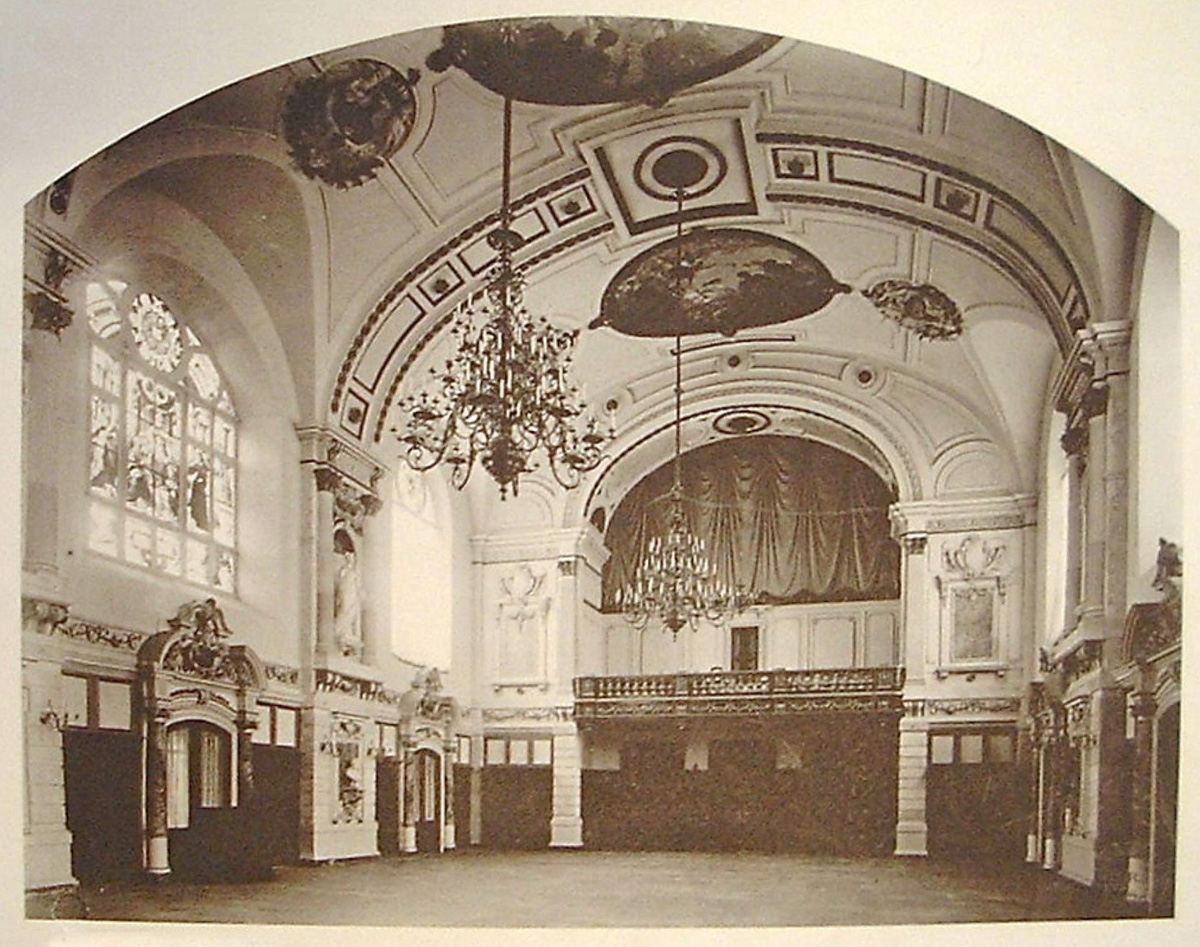
Der Festsaal

Das Deutsche Buchhändlerhaus in Leipzig war der Sitz des Börsenvereins der Deutschen Buchhändler zu Leipzig. Es wurde 1888 eingeweiht. Sein Bau war nötig geworden, da das alte Domizil, die Buchhändlerbörse in der Ritterstraße, für den gewachsenen Verein zu klein geworden war. 1943 wurde das Haus bei den Luftangriffen des Zweiten Weltkriegs komplett zerstört. In der Ruine des Hauses gründete sich 1946 die Leipziger Kommissions- und Großbuchhandelsgesellschaft (LKG), die später ins LKG-Karree im Seeburgviertel an der Prager Straße umzog.
Erbaut wurde das prächtige Gebäude im Neorenaissance-Stil zwischen 1886 und 1888 vom Berliner Büro Kayser & von Großheim, das einen Architektenwettbewerb gewonnen hatte. Das Grundstück im Graphischen Viertel an der Hospitalstraße (heute Prager Straße) stellte die Stadt Leipzig unentgeltlich zur Verfügung. Auffällig waren die steilen Schrägdächer, die überkuppelten Türme und Erker.
Im Inneren war der Festsaal mit Stuck, Wandmalereien von Woldemar Friedrich (1846–1910) und großen Bleiglasfenstern geschmückt, darunter ein Glasgemälde mit dem Titel „Leipzig als Mittelpunkt des deutschen Buchhandels“.
Das Haus beherbergte unter anderem Deutschlands erste Blindenbücherei.
An der Stelle des alten Buchhändlerhauses wurde 1996 als Neubau das Haus des Buches eröffnet. Dieses beherbergt das Literaturhaus Leipzig.